# Шмихен
Шмихен (њем. Schmiechen) општина је у њемачкој савезној држави Баварска. Једно је од 24 општинска средишта округа Ајхах-Фридберг. Према процјени из 2010. у општини је живјело 1.189 становника. Посједује регионалну шифру (AGS) 9771163.

## Географски и демографски подаци
Шмихен се налази у савезној држави Баварска у округу Ајхах-Фридберг. Општина се налази на надморској висини од 540 метара. Површина општине износи 13,5 km². У самом мјесту је, према процјени из 2010. године, живјело 1.189 становника. Просјечна густина становништва износи 88 становника/km².